# Пьобези-д’Альба
Пиобези-д’Альба (итал. Piobesi d'Alba) — коммуна в Италии, располагается в регионе Пьемонт, в провинции Кунео.
Население составляет 1218 человек (2008), плотность населения составляет 406 чел./км². Занимает площадь 3 км². Почтовый индекс — 12040. Телефонный код — 0173.
Покровительницей коммуны почитается Пресвятая Богородица (Beata Vergine Maria del Monte Carmelo), празднование 16 июля.

## Демография
Динамика населения:

## Администрация коммуны
- Официальный сайт: http://www.comune.piobesidalba.cn.it/